# Cerkiew Narodzenia Najświętszej Maryi Panny w Ostrym Bardzie
Cerkiew Narodzenia Najświętszej Maryi Panny w Ostrym Bardzie – cerkiew greckokatolicka we wsi Ostre Bardo, w gminie Sępopol, w województwie warmińsko-mazurskim.
Jest to dawna świątynia ewangelicka wybudowana w XVI wieku. W 2003 został wymieniony dach. Wewnątrz mieści się ikonostas wykonany w latach 2005-2006 przez Grzegorza Pielecha.
Po 1945 obecną cerkiew użytkowała rzymskokatolicka parafia św. Michała Archanioła w Sępopolu. Świątynia pełniła funkcję kościoła filialnego Matki Boskiej Królowej Korony Polskiej. Od 1957 były odprawiane w niej nabożeństwa greckokatolickie. W 1958 została utworzona unicka parafia. Od 1991 kościół jest własnością parafii greckokatolickiej.